# Fozil Musaev
Fozil Musaev (sinh ngày 2 tháng 1 năm 1989) là một cầu thủ bóng đá người Uzbekistan.

## Đội tuyển bóng đá quốc gia Uzbekistan
Fozil Musaev thi đấu cho đội tuyển bóng đá quốc gia Uzbekistan từ năm 2009.

## Thống kê sự nghiệp
| Đội tuyển bóng đá Uzbekistan | Đội tuyển bóng đá Uzbekistan | Đội tuyển bóng đá Uzbekistan |
| Năm                          | Trận                         | Bàn                          |
| ---------------------------- | ---------------------------- | ---------------------------- |
| 2009                         | 1                            | 0                            |
| 2010                         | 0                            | 0                            |
| 2011                         | 0                            | 0                            |
| 2012                         | 8                            | 0                            |
| 2013                         | 3                            | 0                            |
| 2014                         | 6                            | 0                            |
| 2015                         | 2                            | 0                            |
| 2017                         | 1                            | 0                            |
| 2018                         | 1                            | 0                            |
| 2019                         | 4                            | 0                            |
| Tổng cộng                    | 26                           | 0                            |